# Гайленд-Біч (Флорида)
Гайленд-Біч (англ. Highland Beach) — місто (англ. town) в США, в окрузі Палм-Біч штату Флорида. Населення — 4295 осіб (2020).

## Географія
Гайленд-Біч розташований за координатами 26°24′34″ пн. ш. 80°3′59″ зх. д. / 26.40944° пн. ш. 80.06639° зх. д. (26.409316, -80.066366).  За даними Бюро перепису населення США в 2010 році місто мало площу 3,30 км², з яких 1,27 км² — суходіл та 2,03 км² — водойми.

## Демографія
Згідно з переписом 2010 року, у місті мешкало 3539 осіб у 2031 домогосподарстві у складі 1131 родини. Густота населення становила 1072 особи/км².  Було 3564 помешкання (1079/км²).
Расовий склад населення:
| - 97,7 % — білих - 0,7 % — азіатів - 0,3 % — чорних або афроамериканців |

До двох чи більше рас належало 0,7 %. Частка іспаномовних становила 3,6 % від усіх жителів.
За віковим діапазоном населення розподілялося таким чином: 4,8 % — особи молодші 18 років, 41,0 % — особи у віці 18—64 років, 54,2 % — особи у віці 65 років та старші. Медіана віку мешканця становила 66,9 року. На 100 осіб жіночої статі у місті припадало 89,0 чоловіків;  на 100 жінок у віці від 18 років та старших — 89,5 чоловіків також старших 18 років.
Середній дохід на одне домашнє господарство  становив 150 660 доларів США (медіана — 96 875), а середній дохід на одну сім'ю — 182 761 долар (медіана — 135 787). Медіана доходів становила 80 179 доларів для чоловіків та 40 391 долар для жінок. За межею бідності перебувало 8,1 % осіб, у тому числі 25,9 % дітей у віці до 18 років та 2,5 % осіб у віці 65 років та старших.
Цивільне працевлаштоване населення становило 1185 осіб. Основні галузі зайнятості: освіта, охорона здоров'я та соціальна допомога — 22,4 %, мистецтво, розваги та відпочинок — 15,9 %, науковці, спеціалісти, менеджери — 14,0 %.